# لاكيسيدي (كاليفورنيا)
لاكيسيدي (بالإنجليزية: Lakeside CDP, California)‏ هي منطقة سكنية تقع بولاية كاليفورنيا في الولايات المتحدة. تبلغ مساحتها 18.857 كم2، وترتفع عن سطح البحر 126 م، بلغ عدد سكانها 20,648 نسمة في عام 2010 حسب إحصاء مكتب تعداد الولايات المتحدة وتصل الكثافة السكانية فيها 1,095 نسمة لكل كيلومتر مربع (2,836.0/ميل2).

## التركيبة السكانية
حدّد مكتب تعداد الولايات المتحدة بيانات التركيبة السكانية للاكيسيدي في تعداد الولايات المتحدة. في ما يلي، التركيبة السكانية حسب تعدادي 2000 و2010.

### تعداد عام 2000
بلغ عدد سكان لاكيسيدي 19,560 نسمة بحسب تعداد عام 2000، وبلغ عدد الأسر 6,849 أسرة وعدد العائلات 5,151 عائلة مقيمة في المنطقة السكنية. في حين سجلت الكثافة السكانية 1,037.3 نسمة لكل كيلومتر مربع (2,686.6/ميل2). وبلغ عدد الوحدات السكنية 7,047 وحدة بمتوسط كثافة قدره 373.7 لكل كيلومتر مربع (967.9/ميل2).
وتوزع التركيب العرقي للمنطقة السكنية بنسبة 89.83% من البيض و0.75% من الأمريكيين الأفارقة و1.10% من الأمريكيين الأصليين و1.27% من الأمريكيين ذوي الأصول الآسيوية و0.28% من سكان جزر المحيط الهادئ و3.28% من الأعراق الأخرى و3.49% من عرقين مختلطين أو أكثر و11.52% من الهسبانيون أو اللاتينيون من أي عرق.
بلغ عدد الأسر 6,849 أسرة كانت نسبة 43% منها لديها أطفال تحت سن الثامنة عشر تعيش معهم، وبلغت نسبة الأزواج القاطنين مع بعضهم البعض 57.9% من أصل المجموع الكلي للأسر، ونسبة 12.4% من الأسر كان لديها معيلات من الإناث دون وجود شريك، بينما كانت نسبة 4.9% من الأسر لديها معيلون من الذكور دون وجود شريكة وكانت نسبة 24.8% من غير العائلات. تألفت نسبة 18.7% من أصل جميع الأسر من عدة أفراد يعيشون في نفس المنزل ونسبة 7.3% كانت تتألف من شخص يعيش بمفرده يبلغ من العمر 65 عاماً أو أكثر. وبلغ متوسط حجم الأسرة المعيشية 2.83، أما متوسط حجم العائلات فبلغ 3.22.
بلغ العمر الوسطي للسكان 34.8 عاماً. وكانت نسبة 28.9% من القاطنين تحت سن الثامنة عشر، وكانت نسبة 8.3% بين الثامنة عشر والرابعة والعشرين عاماً، ونسبة 30.7% كانت واقعةً في الفئة العمرية ما بين الخامسة والعشرين والرابعة والأربعين عاماً، ونسبة 21.4% كانت ما بين الخامسة والأربعين والرابعة والستين، ونسبة 10% كانت ضمن فئة الخامسة والستين عاماً فما فوق. يوجد لكل 100 أنثى 96.0 ذكر، ويوجد لكل 100 أنثى في الثامنة عشر من عمرها فما فوق 93.6 ذكر.
بلغ متوسط دخل الأسرة في المنطقة السكنية 48,910 دولارًا، أما متوسط دخل العائلة فبلغ 55,336 دولارًا. وكان متوسط دخل الذكور 41,258 دولارًا مقابل 29,375 دولارًا للإناث. وسجل دخل الفرد الخاص بالمنطقة السكنية 20,100 دولارًا. وكانت نسبة 6.9% من العائلات ونسبة 8.5% من السكان تحت خط الفقر، وكان من هؤلاء نسبة 10.4% تحت سن الثامنة عشر ونسبة 9.5% في الخامسة والستين من العمر وما فوق.

### تعداد عام 2010
بلغ عدد سكان لاكيسيدي 20,648 نسمة بحسب تعداد عام 2010، وبلغ عدد الأسر 7,347 أسرة وعدد العائلات 5,421 عائلة مقيمة في المنطقة السكنية. في حين سجلت الكثافة السكانية 1,095 نسمة لكل كيلومتر مربع (2,836.0/ميل2). وبلغ عدد الوحدات السكنية 7,776 وحدة بمتوسط كثافة قدره 412.4 لكل كيلومتر مربع (1,068.1/ميل2).
وتوزع التركيب العرقي للمنطقة السكنية بنسبة 84.97% من البيض و1.14% من الأمريكيين الأفارقة و0.88% من الأمريكيين الأصليين و1.70% من الأمريكيين ذوي الأصول الآسيوية و0.26% من سكان جزر المحيط الهادئ و6.43% من الأعراق الأخرى و4.63% من عرقين مختلطين أو أكثر و17.57% من الهسبانيون أو اللاتينيون من أي عرق.
بلغ عدد الأسر 7,347 أسرة كانت نسبة 37.6% منها لديها أطفال تحت سن الثامنة عشر تعيش معهم، وبلغت نسبة الأزواج القاطنين مع بعضهم البعض 52.8% من أصل المجموع الكلي للأسر، ونسبة 14.8% من الأسر كان لديها معيلات من الإناث دون وجود شريك، بينما كانت نسبة 6.2% من الأسر لديها معيلون من الذكور دون وجود شريكة وكانت نسبة 26.2% من غير العائلات. تألفت نسبة 19.5% من أصل جميع الأسر من عدة أفراد يعيشون في نفس المنزل ونسبة 9% كانت تتألف من شخص يعيش بمفرده يبلغ من العمر 65 عاماً أو أكثر. وبلغ متوسط حجم الأسرة المعيشية 2.79، أما متوسط حجم العائلات فبلغ 3.16.
بلغ العمر الوسطي للسكان 39.1 عاماً. وكانت نسبة 24.5% من القاطنين تحت سن الثامنة عشر، وكانت نسبة 9.7% بين الثامنة عشر والرابعة والعشرين عاماً، ونسبة 23.8% كانت واقعةً في الفئة العمرية ما بين الخامسة والعشرين والرابعة والأربعين عاماً، ونسبة 29.2% كانت ما بين الخامسة والأربعين والرابعة والستين، ونسبة 12.9% كانت ضمن فئة الخامسة والستين عاماً فما فوق. وتوزع التركيب الجنسي للسكان بنسبة 49.1% ذكور و50.9% إناث.